# Leopold Gmelin

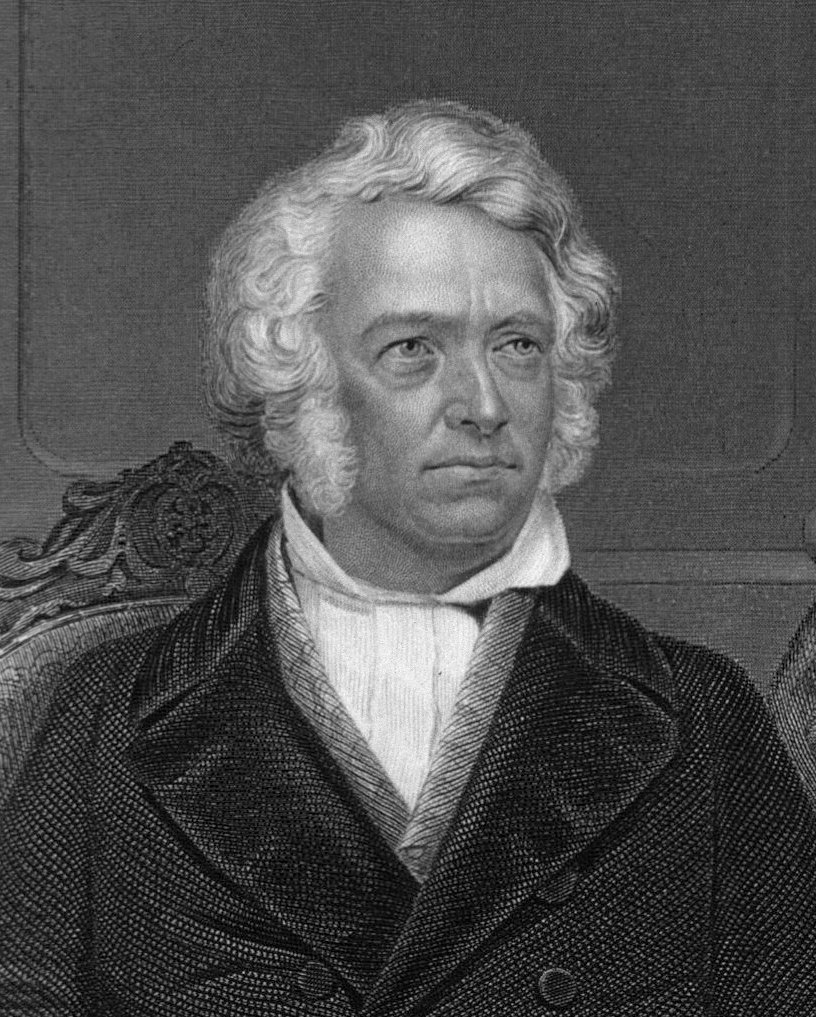
Leopold Gmelin

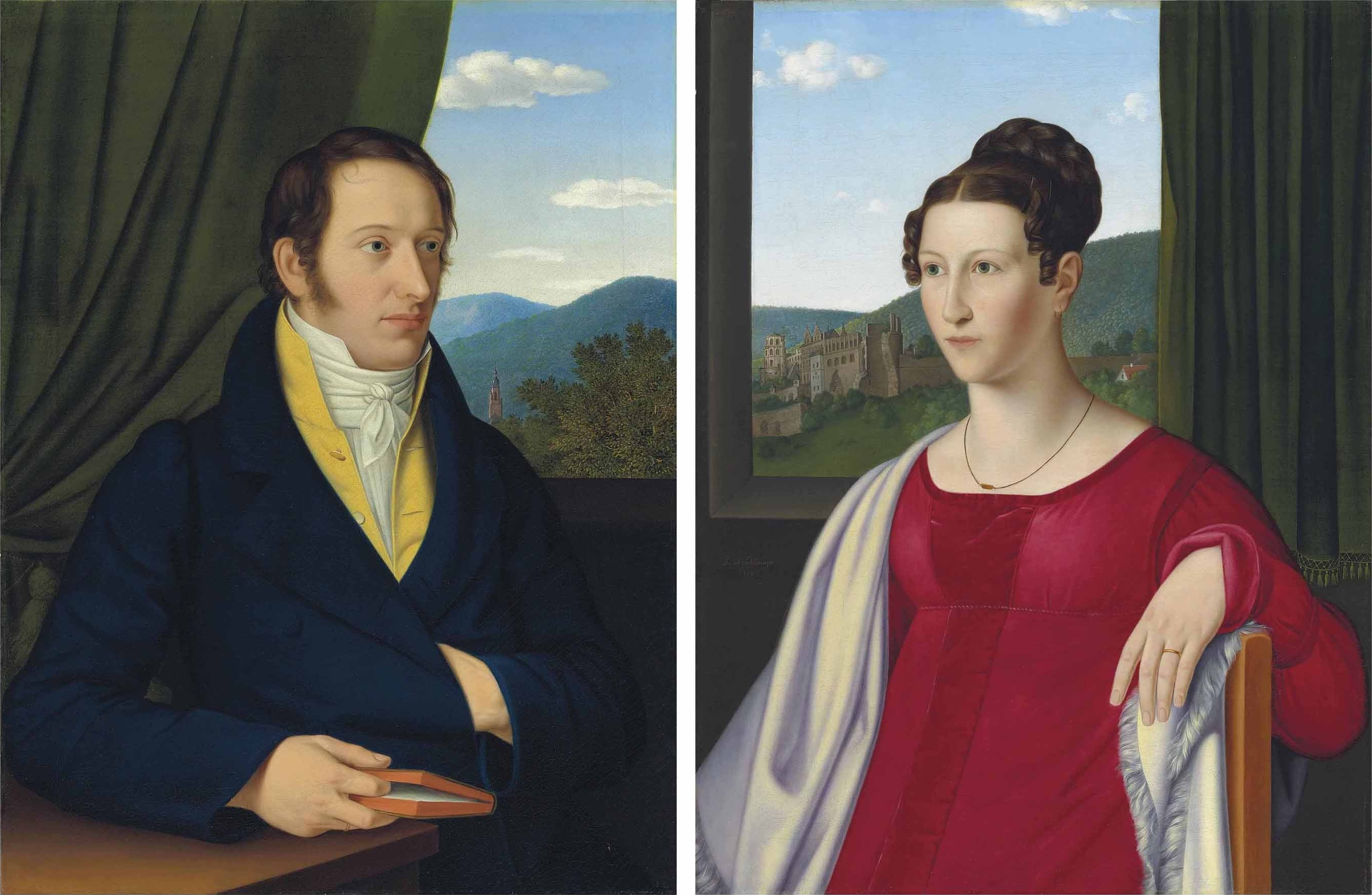
Portraitbildnisse von Leopold Gmelin und seiner Gattin auf einem Ölgemälde von Jakob Schlesinger, 1820 entstanden

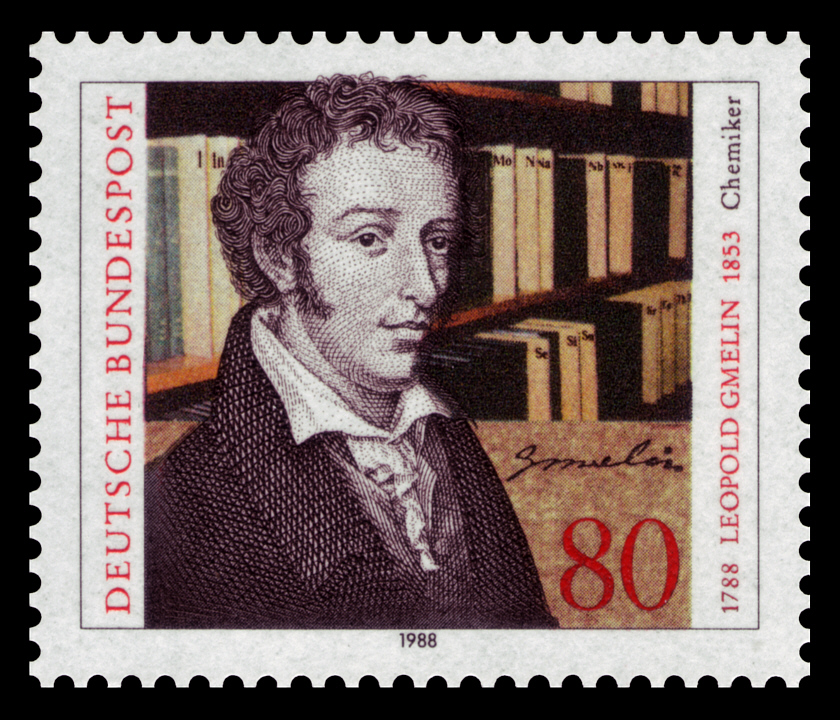
Deutsche Briefmarke mit Gmelin

Leopold Gmelin (* 2. August 1788 in Göttingen; † 13. April 1853 in Heidelberg) war ein deutscher Chemiker und Pionier der Biochemie. Gmelin war Professor an der Universität Heidelberg und arbeitete unter anderem über Ferricyankalium (rotes Blutlaugensalz, Kaliumhexacyanidoferrat(III)).

## Leben
Gmelin war ein Sohn des Mediziners, Botanikers und Chemikers Johann Friedrich Gmelin und dessen Ehefrau Rosine Schott. Durch seine Familie kam er schon früh mit Medizin und den Naturwissenschaften in Kontakt, 1804 hörte er die Chemievorlesungen seines Vaters. Im selben Jahr ging Gmelin nach Tübingen, um in der Familienapotheke zu arbeiten, außerdem studierte er an der Universität Tübingen u. a. bei Ferdinand Gottlieb von Gmelin (ein Cousin) und Carl Friedrich Kielmeyer (Ehemann einer Cousine). Mit Unterstützung Kielmeyers wechselte Gmelin 1805 an die Universität Göttingen und wurde später dort Assistent im Labor von Friedrich Stromeyer. 1809 absolvierte er bei letzterem erfolgreich sein Examen.
Leopold Gmelin kehrte nach Tübingen zurück und hörte erneut Vorlesungen bei Ferdinand Gottlieb von Gmelin und Carl Friedrich Kielmeyer. Im Februar 1811 geriet Gmelin mit dem Medizinstudenten Gutike in Streit, nach einer Beleidigung forderte er diesen zum Duell, mit glimpflichem Ausgang. Da Duelle unter Studenten verboten waren, hielt man den Vorfall geheim, er kam jedoch trotzdem ans Licht. Am 10. März floh Gmelin und ging zu Joseph Franz von Jacquin an die Universität Wien. Schwerpunkt von Gmelins Forschung war u. a. das Schwarze Pigment von Ochsen- und Kälberaugen, Ergebnis dieser Arbeiten war dann auch Thema seiner Dissertation. 1812 wurde Gmelin in Göttingen in Abwesenheit promoviert. Bis 1813 unternahm er eine ausgedehnte Studienreise nach und durch Italien. Nach seiner Rückkehr erhielt er die Erlaubnis, als Privatdozent an der Universität Heidelberg ab dem Wintersemester 1813/14 zu arbeiten; zunächst fertigte er in Göttingen seine Habilitation an. Am 26. September des darauffolgenden Jahres wurde er in Heidelberg zum außerordentlichen Professor ernannt.

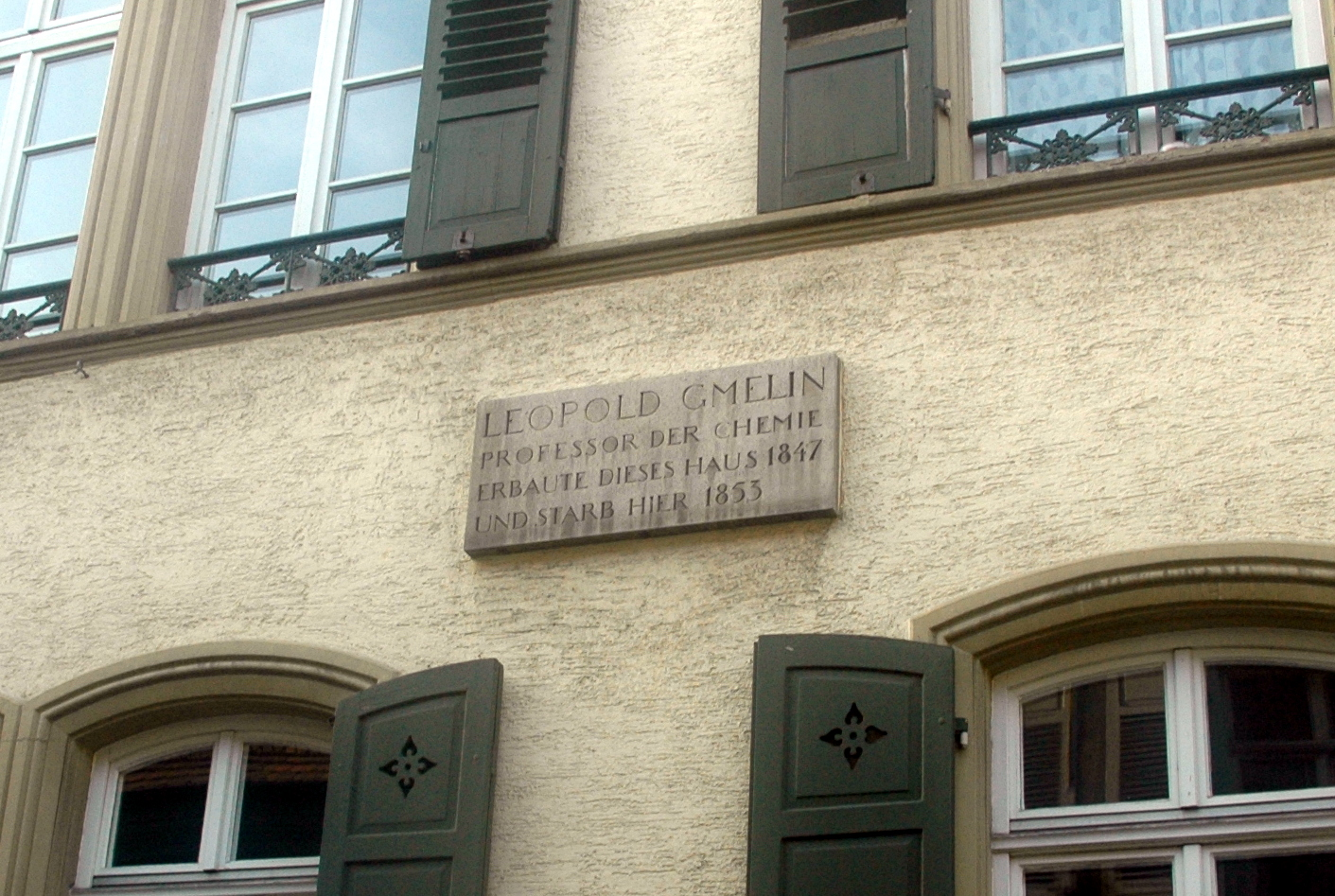

Im Herbst 1814 reiste er studienhalber nach Paris an die Sorbonne, er blieb bis Frühjahr 1815. Zusammen mit seinem Cousin Christian Gottlob Gmelin machte er die Bekanntschaft von René-Just Haüy, Joseph Louis Gay-Lussac, Louis Jacques Thénard und Louis-Nicolas Vauquelin.
1816 heiratete Gmelin in Kirchheim (bei Heidelberg) Luise, eine Tochter des Kirchheimer Pastors Johann Conrad Maurer; der Jurist Georg Ludwig von Maurer und der Theologe Johann Friedrich Abegg wurden seine Schwager. Aus dieser Ehe entstammen drei Töchter und ein Sohn, darunter Auguste, die spätere Ehefrau des Mediziners Theodor von Dusch.
Als 1817 der Chemiker Martin Heinrich Klaproth in Berlin starb, sollte eigentlich Gmelin seine Nachfolge antreten. Allerdings lehnte er ab und wurde dafür Ordinarius für Chemie an der Universität Heidelberg. Dort entwickelte sich mit der Zeit eine enge Zusammenarbeit mit dem Anatomen und Physiologen Friedrich Tiedemann, mit dem Gmelin mehrere Schriften zur Blut- und Verdauungsphysiologie herausgab. Bereits 1827 vermuteten Tiedemann und Gmelin die eiweißauflösende Wirkung des Bauchspeicheldrüsensaftes. Im Jahr 1843 hatte Tiedemann zudem die genauen Untersuchungen Gmelins zur Zusammensetzung der „Verknöcherungen“ bzw. „Verkalkungen“ durch Calciumsalze bei Arteriosklerose veröffentlicht. Die beiden veröffentlichten 1826 „Die Verdauung nach Versuchen“ und legten damit den Grundstein der physiologischen Chemie. Auf dem Gebiet der Verdauungschemie entdeckte Gmelin später mehrere Bestandteile der Galle und führte einen nach ihm benannten Gallenfarbstofftest ein. Als Friedrich Wöhler 1822 an komplexen Cyanverbindungen arbeitete, assistierte ihm Gmelin und entdeckte dabei das rote Blutlaugensalz. 1819 wurde er zum korrespondierenden und 1845 zum auswärtigen Mitglied der Bayerischen Akademie der Wissenschaften gewählt. Im Jahr 1823 wurde Gmelin zum Mitglied der Leopoldina, 1827 zum korrespondierenden Mitglied der Preußischen Akademie der Wissenschaften und 1830 zum korrespondierenden Mitglied der Göttinger Akademie der Wissenschaften gewählt.
Von 1833 bis 1838 war Gmelin Besitzer einer Papiermühle im nördlich von Heidelberg gelegenen Schriesheim, er hatte sie in der Hoffnung auf Gewinn übernommen. Die Arbeit in der Mühle war jedoch sehr zeit- und geldintensiv und ging zu Lasten seiner akademischen Tätigkeit.
1817 konnte Gmelin den ersten Band seines Handbuchs der Chemie veröffentlichen. 1843 war das Werk in der vierten Auflage auf neun Bände angewachsen. In dieser Auflage nahm Gmelin die Atomtheorie auf und widmete wesentlich mehr Raum der an Bedeutung gewinnenden organischen Chemie. Die Begriffe Ester und Ketone wurden von Gmelin eingeführt. Bis zu seinem Tod arbeitete Gmelin an der fünften Auflage des Handbuches, womit er sich auch um die chemische Dokumentation und Information verdient gemacht hat. Zudem legte er den Grundstein für das später nach ihm benannte Gmelin-System zur eindeutigen Einordnung anorganischer Substanzen.
Im Alter von 60 Jahren erlitt Gmelin einen ersten Schlaganfall, einen weiteren im August 1850. Bei beiden Schlaganfällen wurde seine rechte Körperhälfte getroffen, er konnte sich von den Lähmungserscheinungen erholen, blieb aber geschwächt. Gmelin bat im Frühjahr 1851 um seine Versetzung in den Ruhestand, was ihm auch gewährt wurde. In den zwei folgenden Jahren litt er immer stärker unter den Folgen eines Hirnleidens, mit beinahe 65 Jahren starb Leopold Gmelin am 13. April 1853 in Heidelberg und fand dort auf dem Bergfriedhof seine letzte Ruhestätte. Die Grabanlage befindet sich in der Abt. E. Hier ruhen auch seine Frau Luise und weitere Anverwandte.

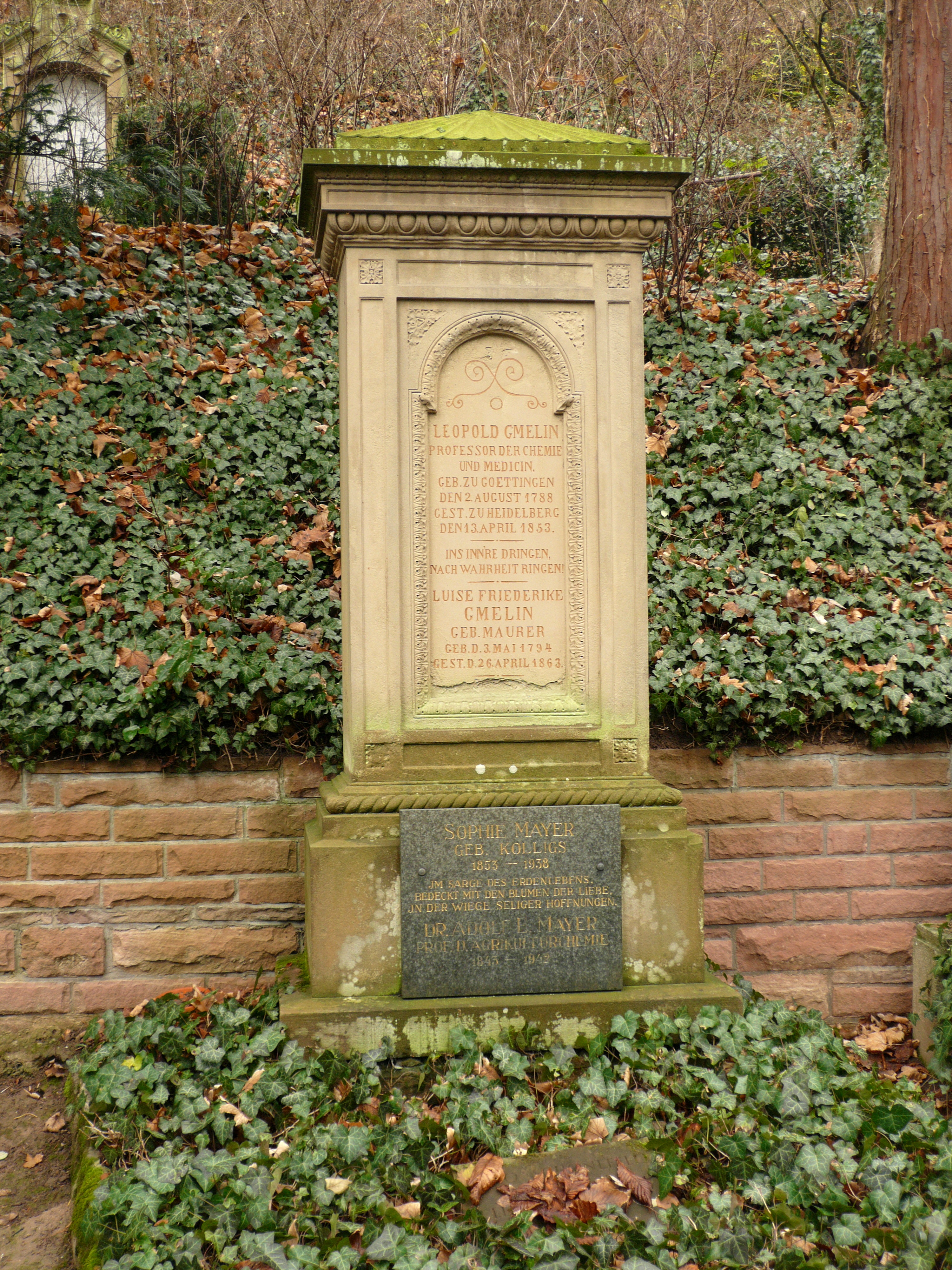
Grabanlage Leopold Gmelin auf dem Heidelberger Bergfriedhof in der Abt. E

## Werk
Leopold Gmelin befasste sich in seinen Arbeiten mit der Physiologie, der Mineralogie und der Chemie. Seine experimentellen Arbeiten werden geprägt von Gmelins sehr gründlicher und umfassender Arbeitsweise, auch wird ihm ein gewisses schriftstellerisches Talent zugeschrieben.
Gmelins erste physiologische Arbeit war seine Dissertation über das schwarze Pigment von Ochsen- und Kälberaugen, deren färbendes Prinzip er zu ergründen versuchte. Trotz einfachster chemischer Mittel konnte er die Eigenschaften des Pigments treffend beschreiben und erkannte den Kohlenstoff richtig als Ursache der Färbung. Gmelins wichtigste physiologische Arbeit ist die 1826 erschienene Verdauung nach Versuchen, die er zusammen mit Friedrich Tiedemann anfertigte. Das Werk, das auch viele neue Arbeitstechniken beschrieb, enthielt wegweisende Erkenntnisse über den Magensaft, in dem sie Salzsäure fanden, und die Gallenflüssigkeit, in der Gmelin und Tiedemann unter anderem das Cholesterin und das Taurin entdeckten. Der von Gmelin eingeführte Gallenfarbstofftest ermöglichte das Auffinden von Gallenbestandteilen im Urin von Gelbsüchtigen. Des Weiteren lieferten Gmelin und Tiedemann ein neues, verfeinertes Bild der Resorption von Nährstoffen durch den Magen-Darm-Trakt, sie wurden so zu den Begründern der modernen Physiologie.
Die mineralogischen Werke Gmelins sind Analysen verschiedener Mineralien, etwa die des Haüyn, mit der er sich in Göttingen habilitiert hat, oder des Laumontits und des Cordierits. Außerdem analysierte Gmelin auch Mineralwässer und veröffentlichte 1825 die Arbeit Versuch eines neuen chemischen Mineralsystems, da er wusste, dass die damals übliche Einteilung nach äußeren oder physikalischen Kennzeichen unzureichend war. Leopold Gmelins Mineralsystem wurde von der Fachwelt überwiegend kritisch aufgenommen, die Grundidee der Ordnung nach chemischer Zusammensetzung erwies sich aber als sinnvoll.
Gmelin gab das Handbuch der theoretischen Chemie heraus, das als Gmelins Handbuch der anorganischen Chemie bis 1997 in ca. 800 Bänden, produziert vom Gmelin-Institut, erschien und von der Gesellschaft Deutscher Chemiker mit der Datenbank Reaxys fortgeführt wird. Das Handbuch, schon zu Lebzeiten sein bedeutendstes Werk, war zunächst als Lehrbuch gedacht, welches das gesamte damalige chemische Wissen vereinen sollte. Aufgrund des enormen Wissenszuwachses und der damit verbundenen Entwicklung des Handbuches zu einem Nachschlagewerk veröffentlichte Gmelin 1844 ein kompaktes Lehrbuch der Chemie. Zu seinen chemischen Errungenschaften zählen auch die Entdeckung der Krokonsäure, er hatte somit die erste cyclische organische Verbindung synthetisiert und die bereits erwähnte Entdeckung des roten Blutlaugensalzes.
Daneben verbesserte er chemische Apparaturen und entwickelte 1843 (Handbuch der anorganischen Chemie) auch einen Vorläufer des Periodensystems in Weiterentwicklung des Triaden-Systems von Johann Wolfgang Döbereiner. Der Name Triade für das System von Döbereiner stammt von ihm. Er verbesserte die Triaden von Döbereiner aufgrund neuer Werte der Atommassen, die Döbereiner noch nicht zur Verfügung standen. Er konnte so 55 Elemente in Triaden anordnen. Es zeigte aber noch keine Periodizität chemischer Eigenschaften und die Elemente in den Triaden waren noch nicht explizit nach aufsteigender Atommasse geordnet. Nach Scerri, der den Beitrag von Gmelin für stark unterschätzt hielt, zeigt sich das aber in der Gesamtanordnung.

## Schriften (Auswahl)
- Chemische Untersuchung des schwarzen Pigments der Ochsen- und Kälberaugen, nebst einigen physiologischen Bemerkungen über dasselbe. Dissertation,  Göttingen 1812, in  Latein. In: Schweiggers Journ. 10, 1814, S. 507–547.
- Oryktognostische und chemische Beobachtungen über den Haüyn und einige mit ihm vorkommende Fossilien, nebst geognostischen Bemerkungen über die Berge des alten Latiums. In: Schweiggers Journ. 15, 1815, S. 1–41, 1815; auch in Ann. Phil. Thomson. 4, 1814, S. 115–122 und 193–199.
- mit Friedrich Wöhler: Neue  Cyanverbindungen. In: Schweiggers Journ. 36, 1822, S. 230–235.
- Versuch eines neuen chemischen Mineralsystems (= Taschenbuch gesammte Mineralog. Band 19). 1825 Teil I: S. 322–334, 418–474 und 490–507; Teil II: S. 33–77 und 97–148.
- mit Friedrich Tiedemann: Die Verdauung nach Versuchen. 2 Bände. Heidelberg/Leipzig 1826.
- Lehrbuch der Chemie zum Gebrauche bei Vorlesungen auf Universitäten, in Militärschulen, polytechnischen Anstalten, Realschulen etc. sowie zum Selbstunterrichte. Universitätsbuchhandlung Karl Winter, Heidelberg 1844.
- Gmelins Handbuch der anorganischen Chemie. Hrsg. vom Gmelin-Institut für anorganische Chemie und Grenzgebiete in der Max-Planck-Gesellschaft zur Förderung der Wissenschaften. 8. Auflage, hrsg. von R. J. Meyer und E. H. Pietsch. Band 1 ff. Leipzig/Weinheim an der Bergstraße 1924 ff.

## Trivia
- 1822 wurde Gmelin vom Maler Jakob Roux porträtiert; Carl Barth schuf davon einen Kupferstich, der dann auch größere Verbreitung fand.
- 1957 schuf der Bildhauer Rudolf Daudert (1903–1988) eine Büste von Leopold Gmelin für das nach diesem benannten Gmelin-Institut.
- Gmelin war auch als Gelegenheitsdichter aktiv, er schrieb Sonette für seine Frau und für familiäre Feierlichkeiten.
- Zum 200. Geburtstag von Leopold Gmelin gab die Deutsche Bundespost eine Sonderbriefmarke heraus (1988, 80 Pf., Michel Nr. Bund 1377).